# Transaldolase
La transaldolase est une transférase qui intervient dans la voie des pentoses phosphates en catalysant la réaction suivante :
|                           | + |     | {\displaystyle \rightleftharpoons } |                       | + |                      |
| Sédoheptulose-7-phosphate |   | 3PG |                                     | Érythrose-4-phosphate |   | Fructose-6-phosphate |

La voie des pentoses phosphates possède deux fonctions métaboliques essentielles :
- la production de NADPH + H+ nécessaire aux biosynthèses réductrices,
- la production de ribose, précurseur notamment de l'ATP, du FAD, du NAD, du FMN, de l'ADN, ou encore de l'ARN.

La transaldolase relie la voie des pentoses phosphates à la glycolyse : les personnes affectées par une déficience en transaldolase accumulent de l'érythritol (issu de l'érythrose-4-phosphate), du D-arabitol et du ribitol.

Schéma réactionnel de la transaldolase.